# ديزرائيلي (كيبك)
ديزرائيلي (بالإنجليزية: Disraeli, Quebec (city))‏ هي بلدية محلية في كيبيك تقع في كندا في Les Appalaches Regional County Municipality. يقدر عدد سكانها بـ 2,502 نسمة ومساحتها 8.20 كم2 .

## أعلام
- دانيال برنارد